# Тешемля (станция)
Тешемля — железнодорожная станция 4 класса Волховстроевского отделения Октябрьской железной дороги на 329,5 км участка Подборовье — Кошта (Северной ж.д.), в населённом пункте Тешемля, расположенном в Бабаевском районе Вологодской области.

## География
Соседние станции (ТР4): 046413 Колодинка и  	 	046606 Верхневольский.
Расстояние до узловых станций (в километрах): Подборовье — 35, Кошта — 135.

## История
Осенью 1901 года начались строительные работы на участке Званка (ныне Волховстрой) — Череповец Петербурго-Вологодской ж. д..
Станция открыта в 1906 году.

## Коммерческие операции
- 3	Прием и выдача грузов повагонными и мелкими отправками, загружаемых целыми вагонами, только на подъездных путях и местах необщего пользования.
- Б	Продажа билетов на все пассажирские поезда. Прием и выдача багажа не производятся.